# Musanga
Musanga es un género con 3 especies de árboles pertenecientes a la familia Urticaceae. Son árboles emblemáticos del bosque secundario de África Occidental y África Central.

## Especies
- Musanga cecropioides
- Musanga esculenta
- Musanga leo-errerae
- Musanga smithii